# Kissaviarsuk-33
Kissaviarsuk 1933 oftewel K-33 is een omnisportclub uit Groenland die gevestigd is in Qaqortoq. Ze spelen voetbal, handbal en badminton.
De club werd in 1933 opgericht. De voetbalafdeling werd viermaal Groenlands kampioen en de handbalafdeling tweemaal.

## Resultaten

### Voetbal
- Coca Cola GM

Kampioen: 1987, 1991, 1998, 2003

### Handbal
- Kampioenschap

2000, 2003

## Bekende (ex-)voetballers
- Aputsiaq Hansen
- Hans Knudsen
- Jens Knud Lennert